# (4546) Franck
(4546) Franck es un asteroide perteneciente al cinturón de asteroides, descubierto el 2 de marzo de 1990 por Eric Walter Elst desde el Observatorio de La Silla, Chile.

## Designación y nombre
Designado provisionalmente como 1990 EW2. Fue nombrado Franck en honor al compositor y organista francés de origen belga César Franck.

## Características orbitales
Franck está situado a una distancia media del Sol de 2,355 ua, pudiendo alejarse hasta 2,502 ua y acercarse hasta 2,208 ua. Su excentricidad es 0,062 y la inclinación orbital 6,111 grados. Emplea 1320 días en completar una órbita alrededor del Sol.

## Características físicas
La magnitud absoluta de Franck es 13,4. Tiene 5,747 km de diámetro y su albedo se estima en 0,241.